# 新幹線公安官
『新幹線公安官』（しんかんせんこうあんかん）は、1977年8月9日 - 同年10月25日及び1978年4月3日 - 同年9月25日にテレビ朝日系列で放送されたサスペンスドラマ。
放送時間は第1シリーズが毎週火曜日20:00 - 20:54、第2シリーズが毎週月曜日21:00～21:54。

## 内容
東海道・山陽新幹線を管轄する旧日本国有鉄道公安本部新幹線公安室に所属する旧国鉄鉄道公安職員（通称鉄道公安官）たちの物語。
第2シリーズからは、舞台が新幹線だけではなく在来線、ローカル線へも広がった。

## 登場人物
久我 昭（くが あきら）公安官
演 - 西郷輝彦
直情的で正義感の強い公安官。本作の主人公。
丸山 梢（まるやま こずえ）公安官
演 - 坂口良子
第1シリーズ第1話のみ所轄の制服警官（のちに新幹線公安室に出向）。同話で殉職した丸山公安官（演 - 葉山良二）の妹。
乾 信三（いぬい もとぞう）主任公安官
演 - 中谷一郎
現場のまとめ役である主任。
桐山 俊作（きりやま しゅんさく）公安官
演 - 大坂志郎
ベテランの公安官。
佐々木 弘（ささき ひろし）公安官
演 - 竹村洋介
若手の公安官。
丸山 年子（まるやま としこ）
篠ヒロコ→篠ひろ子
丸山公安官の妻。
丸山 太郎（まるやま たろう）
演 - 谷村隆之
丸山公安官と年子の子供。
芝辻 啓介（しばつじ けいすけ）新幹線公安室長
演 - 山村聡
公安室のボス。

### 第1シリーズのみ
高木 健彦（たかぎ よしひこ）公安官
演 - 三ツ木清隆
第1シリーズのみ登場する若手公安官。

### 第2シリーズのみ
黒田 巌（くろだ いわお）班長
演 - 藤巻潤
第2シリーズから登場するチーフ。久我とコンビを組むことが多い。

## ゲスト

### 第1シリーズ
| 話数 | サブタイトル        | ゲスト |
| ---- | ------------------- | --- |
| 1    | ひかり3号の復讐     | 吉行和子、磯村健治、鶴間エリ、 山岡徹也、北浦昭義、松本潤子、 谷村隆之、高野隆志、三阪千恵子、 佐藤まっぷ、斉藤泰三、小杉容子、 大西芳夫、仁義秀雄、 擬斗:高橋一俊、 ナレーター:小林清志、 葉山良二 |
| 2    | ひかり最終便        | 橋本功、河原崎次郎、山岡徹也、 北浦昭義、来路史圃、山本緑、 谷村隆之、仲塚康介、水永裕次郎、 擬斗:高橋一俊、武内亨、 ナレーター:小林清志、 原良子、若柳禄寿                                         |
| 3    | 恐怖が見えますか    | 宮口二郎、津山登志子、神田隆、三角八郎 |
| 4    | サラトガ本線終着駅  | 中田博久、山岡徹也、浜田ゆう子 |
| 5    | 死の逃避行          | 垂水悟郎、小畠絹子、菅井きん |
| 6    | 逃亡 二十四時間の謎 | 森次晃嗣、三木敏彦、片岡五郎 |
| 7    | 秘密の中の顔        | 坂上二郎、檜よしえ、真田広之 |
| 8    | 白薔薇特急          | 稲葉義男、葉山葉子 |
| 9    | 八枚の名刺を割れ!   | 新克利、神山寛 |
| 10   | 追跡! こだま229号   | 片桐竜次、野川愛、蜷川幸雄 |
| 11   | 午後二時まで待って! | 北林早苗、剣持伴紀、星美智子、白木葉子 |

### 第2シリーズ
| 話数 | サブタイトル         | ゲスト                                                                                        |
| ---- | -------------------- | --------------------------------------------------------------------------------------------- |
| 1    | それは車内で始まった | 大川栄子、山本紀彦、佐藤宏之、たこ八郎                                                        |
| 2    | 親不孝最終便         | 谷村昌彦、西塚肇、桜井浩子                                                                    |
| 3    | ハンカチを振る少女   | 左時枝、藤村有弘、石川貴子                                                                    |
| 4    | 私は未婚の母         | 谷口香、林美樹、南城竜也、藤岡重慶                                                            |
| 5    | 乗り入れた分岐点     | 荒谷公之、久米明、夏海千佳子、庄司永建                                                        |
| 6    | レイテ爺さん始発駅   | 花沢徳衛、立川光貴、ひし美ゆり子                                                              |
| 7    | 奪われたハネムーン   | 市毛良枝、織田あきら、小瀬格、黒部進、轟謙二、 岡部正純、高杉玄、河合絃司、若柳禄寿、中田博久 |
| 8    | 片道切符の旅路       | 大関優子、小菅秋、本山可久子、立花直樹                                                        |
| 9    | 銀の鈴は見ていた     | 奈美悦子、五味龍太郎、相本久美子                                                              |
| 10   | 360キロの恐怖        | 石橋蓮司、佐野厚子、岡本ひろみ                                                                |
| 11   | 略奪の死角           | 永井智雄、堀越陽子、佐々木剛、早川保                                                          |
| 12   | 過去から来た列車     | 岸本加世子、福田豊土、矢野宣、絵沢萠子、田口計                                                |
| 13   | あなたは狙われている | 鈴鹿景子、榊千代恵、蟹江敬三、近藤宏、田中浩、岩城力也                                        |
| 14   | 爆発一秒前の告白     | 根岸一正、伴直弥、田島義文、泉晶子                                                            |
| 15   | 逃亡への死定券       | 田中真理、速水亮、伊豆肇                                                                      |
| 16   | 呪われたワイングラス | 土屋嘉男、南條豊、沢田亜矢子、小野川公三郎、北条清嗣                                          |
| 17   | 非情の捜査線         | 天知茂（特別出演）、福岡正剛、守屋俊志、北町嘉朗、 宮口二朗、二宮さよ子、庄司永建、佐々木孝丸 |
| 18   | 逆恨みの三叉路       | 星正人、矢口純、三條美紀                                                                      |
| 19   | 危険な試練           | 南条弘二、鈴木美江、関根世津子                                                                |
| 20   | 長い夏の報復         | 小沢栄太郎、千石規子、野村昭子                                                                |
| 21   | 白昼の尾行           | 砂塚英夫、江崎英子、神田隆                                                                    |
| 22   | 華やかな斜面         | 小畠絹子、久永智子、橘麻紀、稲吉靖、福田豊土                                                  |
| 23   | 青春の逆流           | 安部徹、金子吉延、伊豆田依子、野口ふみえ、加藤和夫                                            |
| 24   | 欲望の亀裂           | 浜田光夫、真木洋子                                                                            |
| 25   | 黄金の指             | 松村達雄、内田稔、片桐竜次、佐藤晟也                                                          |
| 26   | 未来への終列車       | 弓恵子、原知佐子、川辺久造、小林かおり                                                        |

## スタッフ
- プロデューサー：福富哲、桑原秀郎、加茂秀男
- 企画協力：S・H・P、西郷エンタープライズ、キョーエイ
- 音楽：渡辺岳夫
- 撮影：内田安夫、西山誠
- 照明：高橋弘
- 録音：広上益弘
- 美術：野本幸男
- 編集：松谷正雄
- 助監督：辻理、坂本太郎
- 記録：伊藤明子
- 計測：小泉貴一
- 音楽制作：あんだんて
- 進行：藤田佳紀、奈良場繁
- 装置：紀和美建
- 装飾：装美社
- 衣裳：鷹志衣裳
- 現像：東映化学
- 制作：テレビ朝日、東映

## 放送日程

### 第1シリーズ
| 話数 | 放送日        | サブタイトル        | 脚本       | 監督     |
| ---- | ------------- | ------------------- | ---------- | -------- |
| 1    | 1977年 8月9日 | ひかり3号の復讐     | 長谷川公之 | 小西通雄 |
| 2    | 8月16日       | ひかり最終便        | 柴英三郎   | 小山幹夫 |
| 3    | 8月23日       | 恐怖が見えますか    | 廣澤榮     | 鈴木敏郎 |
| 4    | 8月30日       | サラトガ本線終着駅  | 廣澤榮     | 永野靖忠 |
| 5    | 9月6日        | 死の逃避行          | 安藤日出男 | 永野靖忠 |
| 6    | 9月13日       | 逃亡 二十四時間の謎 | 武末勝     | 小山幹夫 |
| 7    | 9月20日       | 秘密の中の顔        | 長谷川公之 | 小山幹夫 |
| 8    | 9月27日       | 白薔薇特急          | 廣澤榮     | 小西通雄 |
| 9    | 10月11日      | 八枚の名刺を割れ!   | 長谷川公之 | 原田雄一 |
| 10   | 10月18日      | 追跡! こだま229号   | 武末勝     | 鈴木敏郎 |
| 11   | 10月25日      | 午後二時まで待って! | 長谷川公之 | 小西通雄 |

### 第2シリーズ
| 話数 | 放送日        | サブタイトル         | 脚本       | 監督     |
| ---- | ------------- | -------------------- | ---------- | -------- |
| 1    | 1978年 4月3日 | それは車内で始まった | 押川国秋   | 松島稔   |
| 2    | 4月10日       | 親不孝最終便         | 櫻井康裕   | 吉川一義 |
| 3    | 4月17日       | ハンカチを振る少女   | 櫻井康裕   | 松島稔   |
| 4    | 4月24日       | 私は未婚の母         | 長谷川公之 | 小西通雄 |
| 5    | 5月1日        | 乗り入れた分岐点     | 長谷川公之 | 松島稔   |
| 6    | 5月8日        | レイテ爺さん始発駅   | 松本功     | 田中秀夫 |
| 7    | 5月15日       | 奪われたハネムーン   | 押川国秋   | 小西通雄 |
| 8    | 5月22日       | 片道切符の旅路       | 押川国秋   | 小西通雄 |
| 9    | 5月29日       | 銀の鈴は見ていた     | 松本功     | 小西通雄 |
| 10   | 6月5日        | 360キロの恐怖        | 押川国秋   | 永野靖忠 |
| 11   | 6月12日       | 略奪の死角           | 長谷川公之 | 小西通雄 |
| 12   | 6月19日       | 過去から来た列車     | 長谷川公之 | 永野靖忠 |
| 13   | 6月26日       | あなたは狙われている | 広沢栄     | 永野靖忠 |
| 14   | 7月3日        | 爆発一秒前の告白     | 押川国秋   | 永野靖忠 |
| 15   | 7月10日       | 逃亡への死定券       | 長谷川公之 | 松島稔   |
| 16   | 7月17日       | 呪われたワイングラス | 押川国秋   | 小西通雄 |
| 17   | 7月24日       | 非情の捜査線         | 押川国秋   | 永野靖忠 |
| 18   | 7月31日       | 逆恨みの三叉路       | 長谷川公之 | 松島稔   |
| 19   | 8月7日        | 危険な試練           | 長谷川公之 | 吉川一義 |
| 20   | 8月14日       | 長い夏の報復         | 広沢栄     | 永野靖忠 |
| 21   | 8月21日       | 白昼の尾行           | 押川国秋   | 松島稔   |
| 22   | 8月28日       | 華やかな斜面         | 櫻井康裕   | 吉川一義 |
| 23   | 9月4日        | 青春の逆流           | 武末勝     | 永野靖忠 |
| 24   | 9月11日       | 欲望の亀裂           | 押川国秋   | 松島稔   |
| 25   | 9月18日       | 黄金の指             | 広沢栄     | 中津川勲 |
| 26   | 9月25日       | 未来への終列車       | 長谷川公之 | 永野靖忠 |

## 放送ネット局
※は遅れネット
- テレビ朝日
- 北海道テレビ
- 青森放送(日本テレビ系列であるが、放送当時はテレビ朝日系列とのクロスネット局)※
- 東日本放送
- 福島中央テレビ(日本テレビ系列であるが、放送当時はテレビ朝日系列とのクロスネット局)
- 新潟放送(TBS系列)※
- 長野放送(フジテレビ系列)※
- 静岡けんみんテレビ（第2シリーズ途中より。現：静岡朝日テレビ）
- 名古屋テレビ
- 朝日放送
- 山陰中央テレビ(フジテレビ系列)※
- 岡山放送(フジテレビ系列であるが、放送当時はテレビ朝日系列とのクロスネット局であり、放送エリアは岡山県のみだった)※
- 広島ホームテレビ
- 瀬戸内海放送(放送当時の放送エリアは香川県のみ)
- 九州朝日放送
- 長崎放送(TBS系列)※
- 宮崎放送(TBS系列)※

## その他
- 本作は同じテレビ朝日（NET）で1963年から1967年まで放送されていた、同じ鉄道公安官が活躍するドラマ『鉄道公安36号』の“新装版”と紹介された[4]。桑原秀郎プロデューサーは「（鉄道公安36号を）そのままやるのは古いから、今回は世界に誇れる新幹線を舞台にした」と話している[4]。
- 本作は当時の国鉄の協力を得て、新幹線の発車シーンなどは実際に駅構内でロケを行ったが、新幹線の車内のシーンは1975年の東映映画「新幹線大爆破」で製作されたセットを使用した[4]。

## 再放送
- 東映チャンネルにて2018年8月から2シリーズ連続で放送された（東映チャンネルHPでは、第1シリーズ、第2シリーズと分けておらず、「新幹線公安官　全37話」として扱っていた。）。

## ネット配信
- 2023年12月1日より、YouTube「東映シアターオンライン」から第1・2話が「据置枠」で常時無料配信されている。

## 関連ドラマ
- 鉄道公安官 - 本作終了後の半年後に開始。石立鉄男主演により陽気でコミカルな雰囲気を高めた。
- 鉄道公安36号 - 1963年から放映されたモノクロ作品。
- 非情のライセンス - 本作第2シリーズ第17話「非情の捜査線」（通算第28話）にゲスト出演している天知茂（特別出演）と宮口二朗は、『非情のライセンス』の主人公であるはみ出し刑事・間（あいだ）と彼の部下のイメージを踏襲している。なお本作と製作会社、放送局、音楽担当者が同じであり、またレギュラーも一部被っている（山村聡、篠ヒロコ）。両者とも天知と一緒のシーンはないが、設定上は関連がある（劇中で明言されている）。また、当該エピソードは『非情のライセンス』第2シリーズ終了後で第3シリーズ開始前に当たる。

## 前後番組
| テレビ朝日 火曜20:00～20:54（1977年8月～1977年10月） | テレビ朝日 火曜20:00～20:54（1977年8月～1977年10月） | テレビ朝日 火曜20:00～20:54（1977年8月～1977年10月）                       |
| 前番組                                               | 番組名                                               | 次番組                                                                     |
| ---------------------------------------------------- | ---------------------------------------------------- | -------------------------------------------------------------------------- |
| ジグザグブルース                                     | 新幹線公安官                                         | お手々つないで ※NBN（幹事局） ・ANB・ABC・HTB・KHB・ KSB・UHT・KBC共同制作 |
| テレビ朝日 月曜21:00～21:54（1978年4月～1978年9月）  |                                                      |                                                                            |
| 新にっぽんの歌 花のスタジオセブン                    | 新幹線公安官                                         | 亭主の家出 ※KBC（幹事局） ・ANB・ABC・HTB・KHB・ NBN・KSB・UHT共同制作     |